# Dracaena rubroaurantiaca
Dracaena rubroaurantiaca är en sparrisväxtart som beskrevs av De Wild. Dracaena rubroaurantiaca ingår i släktet dracenor, och familjen sparrisväxter. Inga underarter finns listade i Catalogue of Life.